# Die Geschichte der Nana S.
Die Geschichte der Nana S. (Originaltitel: Vivre sa vie) ist ein Filmdrama von Jean-Luc Godard aus dem Jahr 1962.

## Handlung
Der Film erzählt die Geschichte der 22-jährigen Nana, die aufgrund von Geldnot in die Prostitution gerät und schließlich bei einem geplanten Handel ihres Zuhälters zu Tode kommt. Es werden insgesamt 12 Episoden gezeigt, die Zwischentitel voneinander trennen. In den meisten der Episoden gibt es längere Dialoge Nanas mit unterschiedlichen Männerbekanntschaften, Freundinnen, Kunden oder auch zufälligen Begegnungen. Die meisten Dialoge finden in den unterschiedlichsten Cafés statt. Einer dieser Dialoge ist ein längeres Gespräch Nanas mit dem Philosophen Brice Parain.

## Hintergrund
- Neben der studienartigen Darstellung unterschiedlicher Dialoge steht die Modellierung von Nanas Gesicht im Zentrum des Films. Nana sprechend, schweigend, interessiert, desinteressiert, lächelnd, traurig, konzentriert, versunken – in vielerlei Hinsicht erscheint der Film als eine Erkundung der filmischen Möglichkeiten, ein Frauengesicht darzustellen. Die Darstellerin der Nana, Anna Karina, war von 1961 bis 1967 Ehefrau des Regisseurs Jean-Luc Godard und arbeitete vor ihrer Schauspielkarriere u. a. als Model für Coco Chanel und Pierre Cardin.
- Als Insert, über eine Profilaufnahme von Nanas Gesicht, in dem Film ist ein Satz von Montaigne vorangestellt: „Man muss sich den anderen hingeben und sich selbst treu bleiben.“[2]
- Die Dreharbeiten fanden im Zeitraum von Mitte Februar bis Ende März 1962 in Paris statt.[3] – Einige Drehorte:[4]
  - Der Plattenladen, in dem Nana am Beginn des Films (Episode 2) noch arbeitet, befindet sich in der Avenue de Wagram.
  - Das Café, in dem Nana das lange Gespräch mit Brice Parain führt (Episode 11), befindet sich an der Place du Châtelet.
  - Die letzte Szene des Films, Nanas Tod, wurde gedreht in der Rue Jenner, in unmittelbarer Nähe der Studios von Jean-Pierre Melville.
- Einige Referenzen:
  - Der Film, den Nana (in Episode 3) sieht und aus dem Godard Großaufnahmen von Maria Falconetti und Antonin Artaud direkt in den eigenen Film einkopiert hat, ist Die Passion der Jungfrau von Orléans von Carl Theodor Dreyer.
  - In seinem Gespräch mit Nana (in Episode 11) erzählt Brice Parain einmal die Geschichte der Figur Porthos aus Alexandre Dumas‘ Zwanzig Jahre danach, nämlich wie Porthos zu Tode kam, als er zum ersten Mal darüber nachdachte, wie er überhaupt einen Fuß vor den anderen setzen könne.
  - Die Erzählung, aus der der junge Mann (tatsächlich ist es, aus dem Off, die Stimme von Godard selbst, die man hört) Nana (in Episode 12) Auszüge vorliest, ist Edgar Allan Poes Das ovale Porträt.

## Kritik
„Der durch Zwischentitel in zwölf Kapitel gegliederte Film ist Godards erster Versuch, die übliche Filmerzählung durch einen Film-Essay zu ersetzen. Die häufige Diskrepanz zwischen Bild und Ton sowie das scheinbar willkürliche Nebeneinander gegensätzlicher Stilmittel (starre und bewegliche Kamera, Montage- und Plansequenzen, Abblende und Schnitt) hält den Zuschauer auf Distanz und zwingt ihn, mitzudenken statt mitzufühlen. Indem Godard sozusagen Brechts Theorie des epischen Theaters auf den Film anwendet, vollzieht er den bis dahin (1962!) radikalsten Bruch mit dem klassischen Erzählkino.“

## Auszeichnungen
Internationale Filmfestspiele von Venedig 1962
- Pasinetti-Preis für Jean-Luc Godard
- Spezialpreis der Jury für Jean-Luc Godard
- Nominierung für den Goldenen Löwen für Jean-Luc Godard

Étoile de Cristal 1963
- Anna Karina als beste Darstellerin ausgezeichnet.